# DVB-T
地面數碼視訊廣播（英語：Digital Video Broadcasting-Terrestrial），是歐洲廣播聯盟在1997年發佈的數碼地面電視視訊廣播傳輸，最早是1998年在英國實行廣播。
2007年，歐洲DVB組織推出改良版的DVB-T2地面數碼電視廣播標準，頻譜利用率及有效傳輸碼率得到較大提高。 DVB-T2先從沒有採用DVB-T地面數碼電視廣播模式的第三世界開始進行推廣，已逐步完成產業化，價格大幅度下降，隨後歐洲很多國家也開始採用，逐步替換DVB-T。
DVB-T2亮點是能提供較高的系統淨荷碼率（最大淨荷碼率高達51Mbps，比目前有線及衛星數碼電視能提供的單通道淨荷碼率還高），採用分集接收改進了單頻網接收效果，接收門限更低等。

## 使用DVB-T與DVB-T2的地區

數位電視系統的分佈，使用DVB-T與DVB-T2的地區是藍色區域。

## 外部連結
- 官方网站 （英文）